# Нова сиротиња
Нова сиротиња су особе које су скоро осиромашиле или им је значајно смањен стандард, најчешће услед губитка посла. Појава је изражена у свим транзиционим друштвима и друштвима у развоју. Социолози и економисти их разликују од „класичне сиротиње” по томе што деле вредности средње класе.